# 高瀬七海
高瀬 七海（たかせ ななみ、1987年8月20日 - ）は、日本の元AV女優。趣味はカラオケ、特技は柔軟。

## 略歴
神奈川県出身。2007年に『NEW☆MODEL』でAVデビュー。2008年7月19日に自身のブログにて引退を発表。

## 作品
2007年
- NEW☆MODEL（1月25日、kira☆kira）
- NEW☆DIGIMO（2月25日、kira☆kira）
- ECSTASY MAX（3月25日、kira☆kira）
- kira☆kira SPECIAL 4MIX★FUCK（4月25日、kira☆kira）共演:美澄れな、ほしのみゆ、黒沢英里奈(喜田嶋りお）
- ドリームショット!!（5月5日、ワープエンタテインメント）
- WATER POLE26（5月11日、プレステージ）
- 乳首の弱いカノジョと僕が、互いに乳首を責めあいました。撮り下ろし×THE4時間（5月15日、ワープエンタテインメント）他出演:Marin.、志保、落合ゆき、河愛杏里、風間ゆみ、加藤レイナ、大沢佑香、浜崎りお、一ノ瀬カレン
- 痴女ホテル 3（5月15日、トップワン）共演:大塚ひな、MIMI、青木瀬奈、姫川りな、長澤りか、日夏ともえ、真鍋美奈、秋本由香里、瀬名ゆうり
- 素人コギャルズMANIAX 19（5月17日、V&Rプロダクツ）他出演:七瀬たまき、稲森ジュリ、まい
- 極嬢（5月25日、イエロー）
- Let's読モ☆スタイル 4 (レンタルのみ）（5月30日、ゴリラプロジェクト）
- 潮吹き!中出し!乱交!（6月7日、V&Rプロダクツ）
- 生中出し女子校生 4時間 3（6月18日 メディアステーション）他出演:清原りょう、椎名りく、Risa、鮎川なお 他
- 巨乳女子校生 3（6月18日、メディアステーション）他出演:SARINA、稲森ジュリ、福沢あや、葉月志保
- ヒゲとボイン（7月15日、ワープエンタテインメント）
- 彼女が、競泳水着に着がえたら（7月15日、ワープエンタテインメント）他出演:松野ゆい、RION、伊藤あずさ、紅月ルナ、愛葉悠、ヒトミ、翼裕香
- ハーレムエステ 2（5月15日、ジェイモデル）共演:大塚ひな、姫川りな、真鍋美奈
- エロGAL×2（7月16日、マキシング）他出演:蒼月ひかり
- 生中出し（7月20日、GLAY'z）
- こだわりの手コキ 4時間SP 5 30人のハンドメイド（8月11日、隼エージェンシー）他29名出演
- 女子校生限定!中出しアリの!腰フリダンス甲痴園! VOL.2（8月16日、ディープス）共演:ひなの、蒼月ひかり
- 中にどぴゅっとね!（8月16日、V&Rプロダクツ）
- 生中出しコギャル4時間 3（8月17日、メディアステーション）他出演:清原りょう、田波優花、相原るる、北村エリカ、野々宮りん、蒼月ひかり、高羽志乃、藤咲りさ
- 女子校生レイプ中出し 2（8月19日、BRAVO）他出演:宮崎あいか、彩芽はる、有希りか、星野優奈
- Mix Juice 高瀬七海＋浜崎りお(レンタル専用）（8月30日、ゴリラプロジェクト）他出演:浜崎りお
- ザーメン中出し凌辱ウエイトレス（9月1日、ワンズファクトリー）
- モデギャルFUCK EDITION VI（9月1日、グローリークエスト）
- Gals Glamourous NANAMI 06（9月5日、ドリームチケット）
- 僕、専用。S カスタムメイド 009（9月7日、ゴーゴーズ）
- 美脚中出し5（9月8日、隼エージェンシー）他出演:宮崎あいか、野々宮りん、伊沢千夏、伊藤あずさ、日夏ともえ、星野優奈
- オナニスト ［第十八章］（9月8日、隼エージェンシー）他多数出演
- 生）流出! プライベート異常性戯 美少女*七海（9月19日、ひまわり企画）
- 巨乳強姦中出し（9月19日、BRAVO）他出演:松坂るい、黒川梨花、我妻りん、有永すずか
- Baby Doll[ベビードール3]（9月20日、アイエナジー）
- 会員制高級ソープ 二輪車限定 巨乳ギャル専門店（9月21日、GLAY'z）共演:春名えみ
- GALCIR 2（10月1日、アイデアポケット）共演:黒沢英里奈(喜田嶋りお）、Marin.、佐藤江梨花、飯島夏希
- 高瀬七海がキモ男たちに拉致られた!!（10月13日、グローリークエスト）
- フェラコレ2007秋SP（10月13日、隼エージェンシー）他多数出演
- ぶっかけ中出しテカテカFUCK（10月18日、アイエナジー）
- ファン感謝祭 シリーズ15万本記念 これが噂の痙攣薬漬け水着モデル Disc.15（10月18日、ナチュラルハイ）他出演:大沢佑香、伊藤あずさ、ひなの
- ギャルはいつも気楽にフェラチオしていて、どこでもSEX。もちろん避妊不要の生中出し（10月19日、レアル・ワークス）
- 癒らし。VOL40（10月19日、アウダースジャパン）
- W巨乳×小悪魔（10月25日、イエロー）共演:七瀬たまき
- 生中出し巨乳ギャル 2（10月25日、メディアステーション）他出演:鮎川まどか、福沢あや、七瀬たまき、羽野理沙
- GALと女子校生 season.2（10月26日、U&K）共演:星野優奈
- 女子校生の生中出ししか見たくない! 4時間（10月26日、TMA）他出演:落合ゆき、天宮まなみ、かわのほとり、松野ゆい、小早川芽衣、持田茜、山城美姫、さくらりこ、相戸愛、加護範子、永瀬あき
- 輪姦生中出し20連発（11月1日、ワンズファクトリー）
- 電マ激イキFUCKERS Vol.4（11月1日、マキシング）他出演:nao.、伊藤あずさ、宝月ひかる
- 禁断のルームシェア II（11月2日、アウダースジャパン）共演:水野美香、榎本らん、永瀬あき
- DOKIレズ 16（11月2日、アウダースジャパン）共演:水野美香、榎本らん、永瀬あき
- 極上トリプル潮吹き絶頂アクメ 潮吹き総量30リットル ここまで出ちゃう?!イキまくりヤリまくりの潮吹きカーニバル（11月8日、SODクリエイト）共演:京野明日香、園原りか
- 元渋谷ギャルサーリーダー（11月8日、GARCON）
- 巨乳痴女ピストン騎上位（11月16日、GLAY'z）他出演:妃乃ひかり、春名えみ、長谷川なあみ、早坂めぐ、田中杏里
- 素人コギャルHEAVEN4時間 NEO 2（11月16日 おかず。(ケイ・エム・プロデュース））他出演:清原りょう、長谷川なあみ、柴咲まみ、織田ルイ
- イカセ大量潮吹き乱交（11月25日、BEAUTY）
- マスク娘しか見たくない! 4時間（12月14日、TMA）他出演:春名えみ、有希りか、園原みか、永瀬あき
- 処女バイオレンス貫通飼い殺し（12月19日、クロス）
- 巨乳制服美少女学園（12月25日、イエロー）共演:おかもとなぎさ、愛里ひな、宮下まい
- 高瀬七海 100％（12月30日、ゴリラプロジェクト）

2008年
- 極舌 Vol.1（1月15日、ケー・トライブ）
- エロ盛りMAX!! 高級ソープ嬢VS極上ヘルス嬢 180分（1月18日、GLAY'z）他出演:長谷川なあみ、喜多村麻衣、ほしのみゆ、滝沢優奈
- 女子校生中出し4時間（1月19日 BRAVO）他出演:川尻みゆき、咲月ゆり、姫川りな、陽多まり、花紀りろ、有希りか、宮崎あいか
- 催眠人形 2 ～時計仕掛けのヒプノドール～ 援交ギャルの悪夢編（1月25日、メディアステーション）共演:愛菜りな
- 同性恋愛研究会 1（1月25日、U&K）共演:星野優奈、他出演:あいり、加藤はるな、安藤なつ妃、愛葉るび
- 手コキでベロちゅ～（1月25日、イエロー）他出演:鮎川なお、三浦亜沙妃、愛里ひな、飯島夏希、浜崎りお、寧々、松嶋侑里、星野優奈、七瀬たまき、おかもとなぎさ、小倉ゆい
- ギャル 中出し20連発（2月7日、アイエナジー）
- 巨乳エステティシャンがマッサージしながら援助交際を持ち掛けてくるメンズエステがあった!（2月7日、カッコイイ!）共演:森口あいか、香久屋ひめ、木の葉るる
- 官能小説朗読オナニー（2月19日、イエロー）他出演:三浦亜沙妃、おかもとなぎさ、星野優奈、飯島夏希、七瀬たまき、北田優歩、我那覇レイ、寧々、小倉ゆい、松嶋侑里、鮎川なお
- Gal Can 怒S&ROCK（2月21日、h.m.p）
- 女子高生!妹-1グランプリ（2月21日、ディープス）共演:永瀬あき、森野ひな
- 彼女のカノジョと*28 （2月22日、ゴーゴーズ）共演:原田美咲
- ローションマフィア（2月28日、ゴリラプロジェクト）他出演:浜崎りお、澄川ロア、松橋ルカ、麻生岬、はるか悠、安奈久美
- デリバリ◆巨乳ママ（3月15日、ワープエンタテインメント）
- Greasy Hands Vol.33（3月15日、テイクワン）
- 「ギャルーン☆七海」 桃色遊戯（3月19日、ドグマ）
- JK Style Vol.1（3月20日、ティアラ）
- お尻とおっぱい 3（4月15日、ケー・トライブ）
- 乳首の弱いカノジョと僕が、互いに乳首を責めあいました。2 撮り下ろし×10編（4月15日、ワープエンタテインメント）他出演:橘れもん、花野真衣、今野梨乃、ICHIKA、小栗杏菜、神楽メイ、村上里沙、堀口奈津美
- ドリームレズ学園 THE ハーレム（4月17日、LADY×LADY）共演:姫川りな、紅りんご、長澤りか、小坂めぐる
- 立花里子とギャルと清純。ダブル美巨乳レズビアン濃厚プレイ全部盛り（4月19日、クロス）共演:立花里子、坂本愛海
- 田舎女子校生 17（5月1日、LADY×LADY）
- ドリーム女子社員 THE ゴージャス（5月22日、LADY×LADY）共演:小鳥遊恋、美咲、姫川りな、紅りんご
- 肛門ロストバージンお下品三昧ギャルアヌス（6月19日、クロス）
- NANAMI クリニック（6月27日、マックス・エー）
- 憧れのナースの体をゲットした深町君のHなイタズラ（7月3日、グローリークエスト）共演:米倉エミ
- 売れっ子モデル高瀬七海が個人撮影会でキモオヤジに姦され、中出しされちゃいました!!（7月15日、テイクワン）
- アナル中出し10連発!（7月19日、イエロー）
- 巨乳中出し4時間! 2（7月19日 BRAVO）他出演:福沢あや、春名えみ、長谷川なぁみ、早坂めぐ、榊彩弥、有永すずか、松坂るい、田中杏里、小春
- 妄想買春（8月15日、テイクワン）
- 脱ぎたてホクホクパンティー手コキ&フェラ（8月19日、イエロー）他多数出演
- 高瀬七海中出しガチ生本番3FUCK＋2（10月1日、NIRVANA）
- 引退記念!さよなら高瀬七海 メモリアルコレクション4時間（11月15日、テイクワン）
- ちんぐり返しアナル舐め手コキ（11月19日、イエロー）他出演:永瀬あき、浜崎りお、星優乃、愛菜りな、澄川ロア、妃乃ひかり、堀口奈津美、葉月奈穂、北島玲、小森もも、一戸のぞみ